# Communostracis
Els communostracis (Communostraca) són un clade de crustacis dintre dels multicrustacis que inclou els clades Thecostraca i Malacostraca.